# Depozyt archiwalny
Depozyt archiwalny – dokumentacja archiwalna, która została przekazana do archiwum na czas określony lub na trwałe pod warunkami określonymi w akcie przekazania. Materiały archiwalne złożone w ten sposób nie są własnością archiwum, w którym zostały złożone. Np. organizacje pozarządowe – ze względu na problemy lokalowe – mogą przekazać swoją dokumentację innej organizacji, archiwum państwowemu, muzeum, bibliotece na zasadzie depozytu, zachowując prawa własności tych materiałów.